# Kolmogorov
Kolmogorov je priimek več znanih oseb:
- Aleksej Kolmogorov, ruski filmski režiser.
- Andrej Nikolajevič Kolmogorov (1903—1987), ruski matematik.
- Vasilij Vasiljevič Kolmogorov (*1943), ruski državnik.